# Catherine Larrère

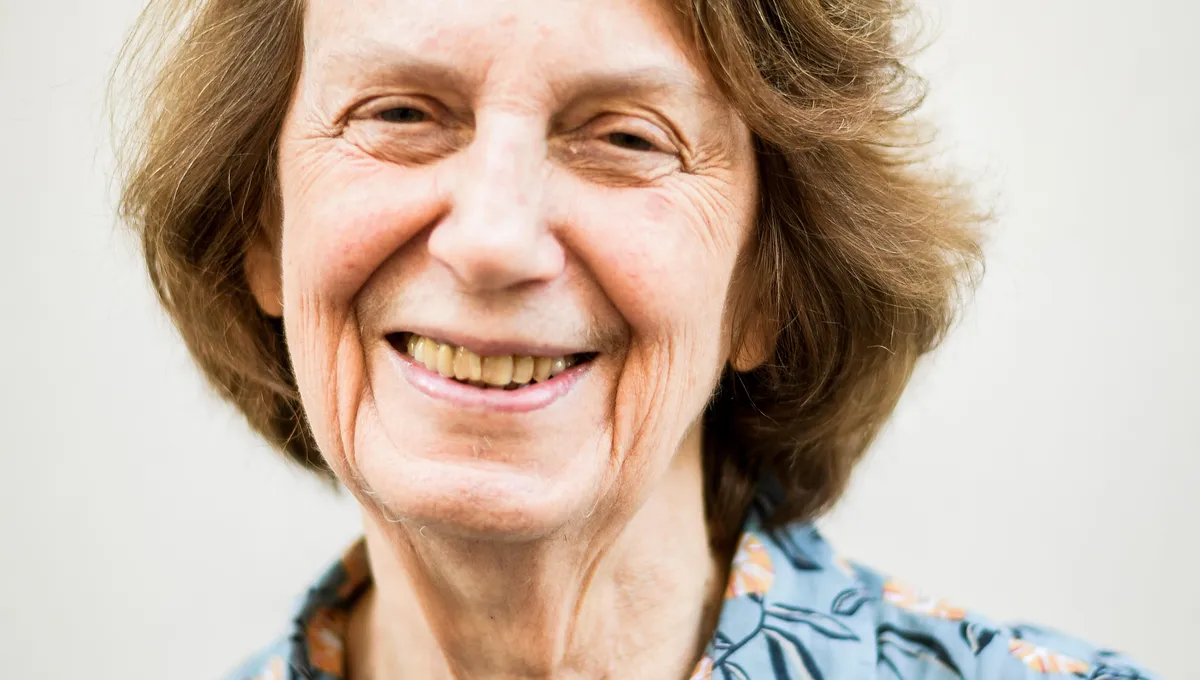
Catherine Larrère en 2020 per a Radio France.

Catherine Larrère   (La Rochelle, 4 d'agost de 1944) és una filòsofa i professora de filosofia emèrita (Paris I - Panthéon Sorbonne) francesa. Reconeguda com una eminent representant de l'ètica del mediambient a França, tema que ha contribuït a difondre a tota Europa, tant en l'àmbit acadèmic com social. També cal destacar les seves aportacions en protecció de la naturalesa, ecologia política i ecofeminisme.

## Biografia
Durant la seva joventut fou militant política maoista, especialment durant les revoltes socials que van dur-se a terme en Maig 68. La seva militància a l'extrema esquerra va durar fins a mitjans dels anys 70, però mai ha deixat de representar els valors republicans d'esquerre. Va ser estudiant a l'ENS Sèvres (1964-1969) i, va fer el seu treballa final de carrera amb Raymond Aron.
Va ser contractada en una posició d'assistenta de filosofia a la Universitat de Clermont-Ferrand (1970-1979), on va donar classes sobre Montesquieu i va començar a treballar sobre la filosofia política al segle XVIII. Al voltant d'aquests temes va articular la seva tesi doctoral, titulada L'invention de l'économie au XVIIIe siècle : entre les doux principes du commerce et les théories de la représentation. A final dels anys vuitanta va treballar en un equip de filosofia internacional en una nova edició de Montesquieu, liderada per Jean Ehrard. A partir de 1992, a base d'una conferència organitzada per Fernando Da Rocha, va tornar-se cap a l'ètica i la filosofia mediambiental, defensant aquestes disciplines enfront de les calúmnies de Luc Ferry. En 1997 va publicar el seu primer llibre sobre aquesta temàtica, en col·laboració amb el seu marit Raphaël Larrère, Du bon usage de la nature: une philosophie pour l'environnement.
Fou en aquest any que va focalitzar la major part de la seva atenció intel·lectual a l'ètica mediambiental, executant obres de divulgació com Les philosophies de l'environnement, tesis extremadament desconegudes en França. Tots aquests treballs li van atorgar una càtedra a la Sorbona en llenguatge modern, que va mantenir de 2004 a 2012. Va ser nominada, després de la seva jubilació, el 2014, professora emèrita.

## Filosofia
Dins del coherent marc filosòfic de Catherine Larrère, s'introdueixen reptes del nostre temps com ara el canvi climàtic, la crisi de la biodiversitat, les desigualtats globals i la deslegitimació dels discursos tecnocràtics dominants. La teoria, per tant, va molt acord amb la praxis. La seva proposta filosòfica permet repensar radicalment la relació entre els éssers humans i el món natural. El seu treball es pot articular al voltant dels tres eixos referencials següents: justícia ambiental, ètiques ambientals i crítica contra el capital natural (al tecnonaturalisme).

### Justicia ambiental
Larrère comprèn la crisi ambiental com una qüestió de justícia social i política. En aquest sentit, es distancia de les visions ecologistes clàssiques o naturalistes que entenguin la natura com un objecte a preservar des de fora. No entén, per tant, el medi ambient com una realitat neutra i despolititzada. En aquest sentit, Larrère diu: 
“La crisi és global, però els seus efectes i amenaces estan molt desigualment repartits. […] Els grups socials més desfavorits viuen en els entorns més degradats [...]. No tenen els mitjans (ni financers ni polítics) per oposar-se amb èxit a la implantació de dipòsits de residus tòxics.”

(La justice environnementale, p.156)
La justícia ambiental es converteix en una eina crítica per comprendre els mecanismes de discriminació ecològica. La qüestió ecològica és un fenomen inseparable de les desigualtats econòmiques i de la distribució del poder. L'ambient no és només una realitat física, sinó també una construcció social i política. En aquesta línia de treball Larrère diu: 
“Per parlar de justícia ambiental, cal transformar la definició de medi ambient, per incloure no només les qüestions d’esgotament i de sobreexplotació dels recursos naturals, sinó sobretot per tenir en compte els efectes socials d’aquestes qüestions."

(La justice environmentale, p.157)
Recalca vàries vegades en la seva obra una voluntat explícita de reconèixer la responsabilitat històrica dels països del Nord (és a dir, Occident) en la producció de la crisi ambiental, així com el rol que han jugat, tant en el passat com en el present, el colonialisme i el consumisme a gran escala: 
“Els països del Sud tenen problemes ambientals propis […] i, a més, serveixen massa sovint com a escombraries dels països del Nord.”

 (La justice environnementale, p. 156)
Així, Larrère proposa una nova forma de pensar la responsabilitat ecològica: deixa de ser una qüestió merament abstracta o tècnica, si no com una obligació moral i històrica que implica reconèixer les desigualtats entre territoris, comunitats i generacions.

### Ètiques ambientals
El següent eix nuclear en la proposta filosòfica de Larrère és la qüestió ètica respecte a les polítiques ambientals i ho fa des d'un enfocament obert, pluralista i profundament context. Refusa les diverses perspectives antropocèntriques, optant per una ètica ambiental que combini el respecte per la vida amb la deliberació democràtica. Proposa una síntesi crítica dels principals corrents ecològics (biocentrisme, ecocentrisme, pragmatisme). S'afirma el valor moral dels éssers vius per si mateixos. Així ho diu Larrère en el següent fragment: 
“L’ambició de l’ètica ambiental és […] mostrar que les entitats naturals tenen una dignitat moral, que tenen valors intrínsecs.”

 (Les éthiques environnementales, p. 407)
Això no suposa, en el cas de Larrère, d'una moralització essencialista del món natural, sinó el reconeixement que la natura no pot ser reduïda a un simple conjunt de recursos. Larrère, doncs, advoca per una ètica pluralista i contextual, per una nova manera de pensar la responsabilitat, basada en la interdependència i, sobretot, en el diàleg entre comunitats. L'objectiu és ser capaç d'assumir la complexitat i la pluralitat del món contemporani, a més d'atenir-se a la diversitat cultural de les relacions amb el medi.

Així doncs, Larrère no proposa una ètica universalista en abstracte de tipus kantiana, sinó una ètica relacional, que no tracta d'imposar una veritat sobre la natura, sinó de construir, des del diàleg públic, una comprensió compartida i  pràctica de la responsabilitat ambiental. Aquesta perspectiva permet subratllar la necessitat de preservar la natura des d'una responsabilitat col·lectiva. 
“Es tracta de trobar propostes morals que corresponguin a la ‘bona nova’ de l’ecologia: que vivim en un món on tot està interconnectat.”

 (Les éthiques environnementales, p. 413)
Atenint-se a tot això, l'ètica proposada per Larrère n'és una que promou l'acció col·lectiva, capaç de conjugar valors, cultures i formes de vida. La preservació del medi ambient només es pot donar dins un mateix horitzó de sostenibilitat i respecte mutu.

### Crítica al capital natural
El tercer element destacat en el pensament filosòfic de Larrère és la crítica frontal a la idea de "capital natural", és a dir, una crítica a la visió econòmica i tecnocràtica de la natura. La noció de "capital natural" és una expressió que, segons l'autora, amaga una lògica perillosa: consisteix a valorar la naturalesa en termes econòmics, com si fos una reserva de serveis ecosistèmics que pot ser quantificada i compensada. En suma, és un terme que assumeix que la natura pot ser substituïda per innovacions tècniques o mecanismes financers.

La natura, per a Larrère no és una mera maquinària utilitarista que es pot mercantilitzar o capitalitzar, no és una eina per a fer beneficis. Rebutja tota mena de reduccionismes naturalistes. Així ho il·lustra la filòsofa: 
“La naturalesa no només té un valor instrumental, sinó també un valor intrínsec [...]: per això és insubstituïble.”

 (La justice environnementale, p. 161)
Sumat a això, Larrère qüestiona i posa en dubte la idea que les solucions tecnològiques puguin resoldre el deteriorament ecològic. Aquesta concepció condueix a negligir la dignitat moral que la natura pot tenir, a més de les relacions simbòliques, espirituals i culturals que moltes comunitats mantenen amb el territori. En contra d'això, Larrère defensa una ètica del límit i una concepció moral de la natura com a realitat viva i no mercantilitzable.

Aquesta reflexió obliga els individus a reconsiderar profundament el tipus de desenvolupament que anhelen. Aquesta proposició filosòfica implica reconèixer els límits morals de la substitució tecnològica, així com la necessitat d’una transformació profunda de les estructures productives, culturals i polítiques que han conduït a la crisi actual. La supervivència futura, segons Larrère, no pot ser delegada a la tècnica, sinó que ha de ser construïda des de l'ètica i la política. 
“Per als defensors del valor intrínsec, la noció de ‘capital natural’ és una construcció social que pressuposa justament el que es posa en qüestió: que l’artificial pugui substituir el natural.”

 (La justice environnementale, p. 161).

## Ecofeminisme
Un altre aspecte central en el desenvolupament teòric de Larrère és la seva rellevant aportació al pensament ecofeminista contemporani des d'una perspectiva crítica i constructivista. L'autora fa una crítica conjunta al domini patriarcal i a l'explotació de la natura, que entén com dues cares d'una mateixa moneda, d'una mateixa racionalitat jeràrquica. En aquest sentit, Larrère considera que: 
"El feminisme i l’ecologia comparteixen una mateixa crítica: la del domini i de la jerarquia. Totes dues lluiten contra un model de poder que explota i degrada el que considera ‘altre’ ".

(Penser et agir avec la nature: Une enquête philosophique, p. 227).
Aquesta vinculació entre feminisme i ecologisme, entre dona i natura, molt comú en els discursos ecofeministes, no implica una visió essencialista. Larrère defensa, en comptes, un ecofeminisme relacional, centrat en la vulnerabilitat i la interdependència, on els valors de tenir cura esdevenen claus per repensar l'ètica ambiental. És en aquesta línia de pensament que Larrère afirma que: 
"Cuidar no és només un valor femení, sinó una necessitat per a repensar la nostra ètica ecològica: una ètica del món comú i de la vulnerabilitat compartida."

(Larrère, 2020, p. 154).
Per tant, l'ecofeminisme no només aporta una mirada crítica sobre les estructures de poder dominants (en la línia de pensament de Foucault, però aplicat a l'ecologia), sinó que també ofereix alternatives normatives basades en la responsabilitat, la cooperació i la justícia ambiental. No s'ha de concluïr que les dones siguin més "naturals", sinó que les formes de dominació sobre les dones, i, al seu torn, sobre la natura, responen a les mateixes lògiques patriarcals i productivistes.

## Publicacions
- - Larrère, C. (1992). L'invention de l'économie au XVIIIe siècle : du droit naturel à la physiocratie, Paris, Puf, coll. « Léviathan ». https://www.sudoc.abes.fr/cbs/DB=2.1/SRCH?IKT=12&TRM=006564046
  - Larrère, C. & Larrère, R. (2015). Penser et agir avec la nature: Une enquête philosophique. La Découverte.
  - Larrère, C. (2020). Les philosophies de l’environnement. Presses Universitaires de France.
  - Larrère, C. (1997). Du bon usage de la nature: Une philosophie pour l’environnement. Paris: Aubier.
  - Larrère, C. (2010). Les éthiques environnementales. Natures Sciences Sociétés, 18(4), 405–413.https://doi.org/10.1051/nss/2011004
  - Larrère, C. (2012). La justice environnementale. Multitudes, 36, 156–162. https://doi.org/10.3917/mult.036.0156
  - Penser l'anthropocène (sous la direction de Catherine Larrère et Rémi Beau), Paris, Les Presses de Sciences Po, 2018.
  - L’écoféminisme, Paris, La Découverte, collection « Repères », 2023
  - Larrère, C. (2013). L'éthique de la vie chez Hans Jonas, avec Éric Pommier, Paris, Publications de la Sorbonne.